# Hippocampus debelius
Hippocampus debelius es una especie de caballito de mar.

## Descripción
Su cuerpo es similar en muchos aspectos con respecto al resto de los caballitos de mar, pero en el caso específico de este caballito de mar cuenta con las siguientes características:
Radios blandos dorsales (total): 14; radios blandos: 4.
Es muy pequeño (altura 19.2 mm, 23.7 mm), 10 anillos del tronco, 28 anillos de la cola.
Crestas tronco inferior y ventral bien osificado.
14 radios de la aleta dorsal; 10-11 radios de la aleta pectoral, 4 radios de la aleta anal;
Área de cría en los varones posterior de la aleta anal.
Hocico de longitud media, con una punta bulbosa, bajo, ángulo corona.
Abertura branquial por separado, a medio camino entre la base de la aleta pectoral y dorsal línea media.
Espinas prominentes, largos y delgados en la cabeza, tronco y cola.
Filamentos o ausente cirrhi, fondo blanco, en su mayoría oscurecida por numerosas conjunto de planos, rayas longitudinales marrones o estrías, puntas de muchas de las espinas dorsales marrón oscuro a negro, tronco anterior espinas también con la banda oscura central.
Tamaño
El macho mide un máximo de su tamaño de 2.4 cm.

## Hábitat
Ambiente marino, de arrecife asociado, usualmente a unos 15 - 30 m de profundidad. Se ha visto en las aguas del Mar Rojo, principalmente cerca de Hurgada, Egipto. Al parecer es endémico de esta zona.

## Morfología
Los caballitos de mar llaman la atención por su peculiar morfología, dado el ángulo existente entre la cabeza y el cuerpo, y por costumbre (escoge pareja para toda la vida, el macho es el que queda preñado, su capacidad de cambiar de color es superior a la del camaleón). Además no poseen dientes ni estómago.
- Datos: Q5525159
- Especies: Hippocampus debelius